# Anastacia
Anastacia, właśc. Anastacia Lyn Newkirk (ur. 17 września 1968 w Chicago) – amerykańska piosenkarka, autorka tekstów, producentka muzyczna i była tancerka. Z racji swojego głosu mezzosopranowego i niskiego wzrostu (157 cm) bywa nazywana „małą damą z wielkim głosem”.
Według danych z 2018 sprzedała 30 mln egzemplarzy swoich płyt

## Życiorys

### Wczesne lata
Urodziła się 17 września 1968 w Chicago w stanie Illinois, jest córką piosenkarza Roberta Newkirka i aktorki Diane Hurley, która występowała w teatrze na Broadwayu. Ma starszą siostrę Shawn i młodszego brata Briana. Gdy miała trzy lata, jej ojciec opuścił rodzinę.
Jako nastolatka przeprowadziła się do Nowego Jorku, gdzie podjęła naukę w Professional Children’s School na Manhattanie. Karierę sceniczną zaczynała jako tancerka, wystąpiła m.in. w teledyskach zespołu Salt-n-Pepa w 1988 roku.

## Życie prywatne
Od 13. roku życia choruje na chorobę Leśniowskiego-Crohna.
W styczniu 2003 w wieku 34 lat został u niej zdiagnozowany rak piersi. Choroba została wyleczona dzięki zabiegowi operacyjnemu wraz z uzupełniającą radioterapią. 27 lutego 2013 Anastacia poinformowała o nawrocie choroby i odwołała zaplanowaną trasę koncertową. Poddała się zabiegowi obustronnej mastektomii i późniejszej rekonstrukcji piersi. Także w wieku 39 lat u piosenkarki rozpoznano częstoskurcz nadkomorowy.
21 kwietnia 2007 wyszła za swojego ochroniarza Wayne’a Newtona, zostając też przybraną matką dwojga dzieci męża z poprzedniego związku. W kwietniu 2010 para wniosła o rozwód.

## Dyskografia
Albumy studyjne
- Not That Kind (2000)
- Freak of Nature (2001)
- Anastacia (2004)
- Heavy Rotation (2008)
- It’s a Man’s World (2012)
- Resurrection (2014)
- Evolution (2017)
- Our Songs (2023)